# Идријске Крнице
Идријске Крнице (словен. Idrijske Krnice, итал. Carnizza d’Idria) су насељено место у општини Идрија, Горишка регија, Словенија.

## Историја
До територијалне реорганизације у Словенији биле су у саставу старе општине Идрија.

## Становништво
У попису становништва из 2011. године, Идријске Крнице су имале 140 становника.
| Број становника према пописима | Број становника према пописима | Број становника према пописима |
| ------------------------------ | ------------------------------ | ------------------------------ |
| 1991                           | 2002                           | 2011                           |
| 136                            | 141                            | 140                            |

Напомена: До 1952. исказивано под именом Крнице, а од 1952 до 1980. под именом Идрска Крница.